# Анасази

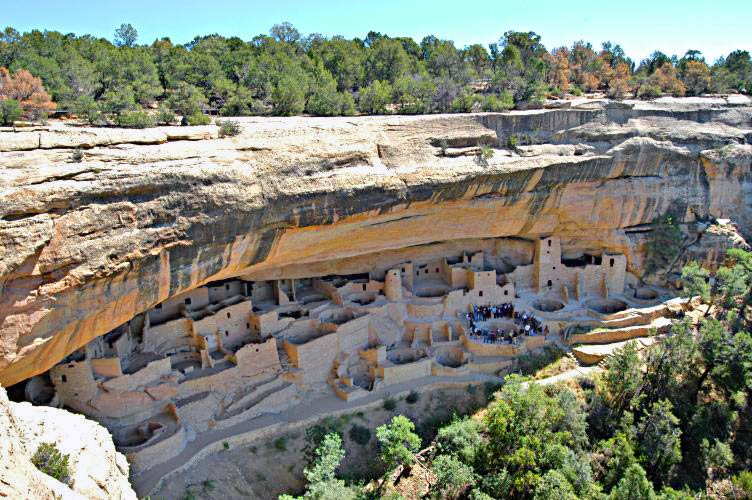
Поселение Клифф Пэлас (Скальный дворец) в национальном парке Меса-Верде

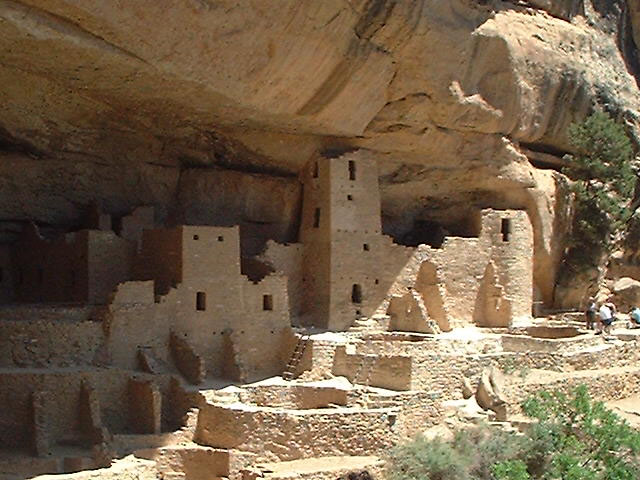
Ещё один ракурс Скального дворца, национальный парк Меса-Верде

Культура Анасази, или предки пуэбло — доисторическая индейская культура, существовавшая на территории современного региона на юго-западе США, известного как Четыре Угла (штаты Колорадо, Юта, Аризона, Нью-Мексико). Для культуры анасази был характерен собственный стиль керамики и сооружения жилищ.
До сих пор среди археологов продолжается спор о датировке возникновения культуры, однако в настоящее время установилась компромиссная версия, согласно которой культура возникла примерно в XII веке до н. э., во время Эры изготовителей корзин II по Хронологии Пекос. Начиная с самых ранних раскопок исследователи полагали, что древние пуэбло (анасази) были предками современных пуэбло. В целом, и сами пуэбло также претендуют на происхождение от древних пуэбло. До настоящего времени остаётся населённым созданное анасази около 1000 лет назад селение Таос-Пуэбло, являющееся памятником Всемирного наследия ЮНЕСКО.

## Терминология
Термин «анасази» современные пуэбло считают неприемлемым; на языке навахо слово anaasází (<anaa- «враг», sází «предок») означает «древний враг». Его впервые предложил в конце XIX века Ричард Уэзерил (Richard Wetherill), владевший языком навахо, и термин закрепился в археологической терминологии в системе классификации Пекос в 1927 году. В настоящее время пуэбло выступают против термина «анасази», а навахо — против термина «древние пуэбло», или «предки пуэбло» (ancestral Pueblo).
У термина «древние пуэбло» есть и более широкое значение: он охватывает археологические культуры анасази, могольон, патайян и хохокам, поскольку все четыре указанных культуры, а не только анасази, являются предками современной культурной группы индейцев пуэбло, говорящих на разных языках.

## География

Область распространения анасази, а также соседних культур могольон и хохокам

Древние пуэбло были одной из четырёх крупнейших археологических культур юго-запада. Культура анасази имела много общих черт с культурой могольон ввиду близости ареалов, и в то же время резко отличалась от культур хохокам и патайян. По отношению к соседним культурам древние пуэбло занимали северо-западную часть квадрата. Исторической родиной древних пуэбло считается Колорадское плато, а весь ареал простирается от центра Нью-Мексико до юга Невады. Свидетельства древней культуры пуэбло обнаруживались вплоть до Великих равнин, в области около рек Симаррон и Пекос, а также в бассейне реки Галистео.
Ландшафт и ресурсы в этом регионе очень различны от места к месту. Области плато обычно высокие, от 1,5 до 2,5 км над уровнем моря. Широкие плоскогорья покрыты осадочными наслоениями, на которых растут лесистые заросли — можжевельник, местные разновидности сосны, причём каждый из видов предпочитает собственный уровень высоты. Водная и ветровая эрозия создала каньоны с крутыми стенами, а также «окна» и «мосты» из песчаниковых скал. В тех местах, где эрозийно-устойчивые слои (осадочные скальные породы) из известняка, песчаника и т. п. находились поверх эрозийно-неустойчивых слоёв, например, глины, образовались скальные выступы. Именно на этих выступах чаще всего древние пуэбло создавали свои жилища. Местность, где обитали древние пуэбло, представляет собой низины с сухим климатом, в ней распространены пустынные травы и кустарники. Сельское хозяйство пуэбло вели обычно невдалеке от ручьёв, где росли также ивы и тростник. Горы в этом регионе могут достигать по высоте 4 км; они служили источником древесины, дичи, минералов и специальных камней типа асбеста.
На юго-западе доступ к воде играл большую роль. Практически вся территория, которую занимали древние пуэбло, страдала от периодической засухи, ветровой и водной эрозии. Летние дожди могли быть внезапными и нередко превращались в разрушительные бури. Хотя количество снеговых осадков было нерегулярным, именно снег был основным источником воды для древних пуэбло. Таяние снега весной способствовало прорастанию зерна, как дикого, так и культивируемого. В местах, где слои песчаника располагались на глине, таяние снега могло привести к образованию родников. Снег также питал водой малые реки, такие, как Чинле, Анимас, Хемес и Таос. Крупные реки играли меньшую роль в жизни древних культур, поскольку малые потоки воды легче было повернуть в нужную сторону или использовать для ирригации.

## Культурная характеристика

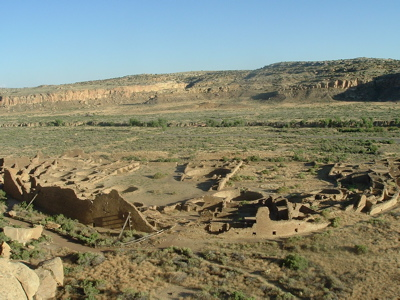
Пуэбло-Бонито, крупнейший из Великих Домов Чако, находящихся у подножия северной конечности Каньона Чако

Наиболее известными памятниками культуры древних пуэбло (анасази), вероятно, являются каменные и глинобитные постройки вдоль утёсов. Лучше всего данные дома сохранились в таких национальных парках США, как Чако-Каньон, Меса-Верде, Ховенуип и Каньон-де-Челли. В эти деревни, которые испанские завоеватели называли «пуэбло», люди нередко могли попасть, только взобравшись на скалу, нередко при помощи каната.
Тем не менее происхождение этих потрясающих сооружений было более скромным. Первые дома и деревни древних пуэбло представляли собой обычные дома-углубления (дома-пещеры), характерные для всех культур периода Изготовителей корзин.
Древние пуэбло также известны уникальным стилем керамики, которая в настоящее время высоко ценится из-за редкости. Они также создали много петроглифов и пиктографических изображений.

## Происхождение

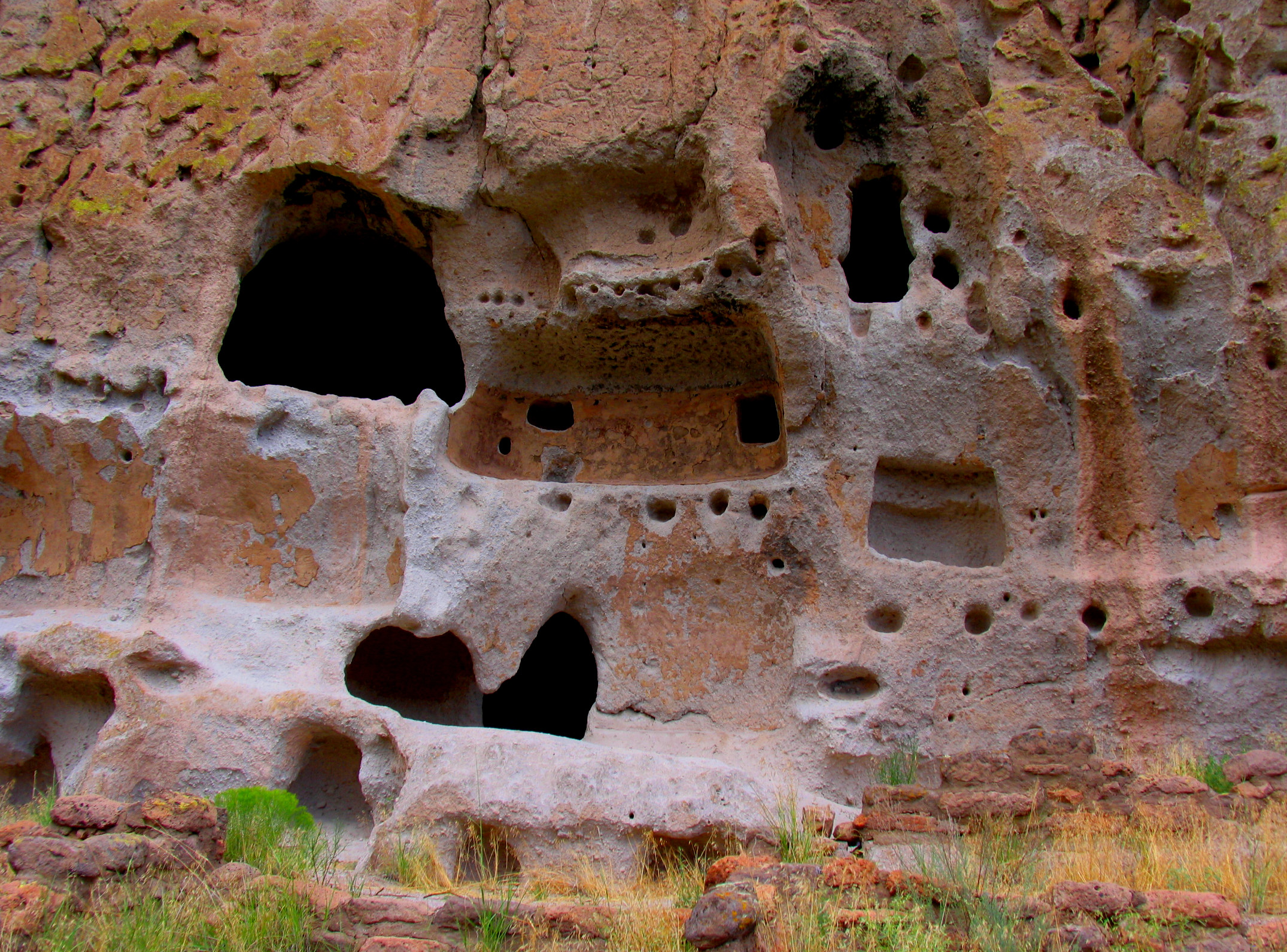
Скальное жилище, Бандельер, Нью-Мексико

В период 700—1130 годов н. э. наблюдался резкий рост населения благодаря регулярным дождевым осадкам. Исследования скелетных остатков показывают, что указанному росту способствовала скорее повышенная плодородность почвы, чем снижение смертности. Тем не менее, увеличение населения за краткий период почти в десять раз невозможно было объяснить только повышением собственно рождаемости; скорее всего, оно также было связано с миграциями людей из прилегающих территорий. Такие нововведения, как керамика, долговременное хранение продуктов и сельское хозяйство также способствовали росту населения. В течение нескольких десятилетий культура древних пуэбло распространилась по всему ландшафту и разделилась на три основных географических зоны: каньон Чако (северо-запад Нью-Мексико), Кайента (северо-восточная Аризона) и Северный Сан-Хуан или Меса-Верде (юго-западное Колорадо).
Согласно устной традиции современных пуэбло, они происходили из мест, находящихся к северу от их нынешних мест проживания, из Сипапу (Шибапу), где они якобы возникли под землёй, подобно озеру. В течение неопределённого периода времени их вели за собой по Америке военные вожди во главе с Великим духом. Сначала несколько столетий они жили в местах, где археологи обнаружили культуру анасази, затем переселились в нынешние места проживания пуэбло. Целью миграций были самосовершенствование, сохранение гармонии с окружающей средой и спасение народа от полного исчезновения.

## Миграция с исторической родины

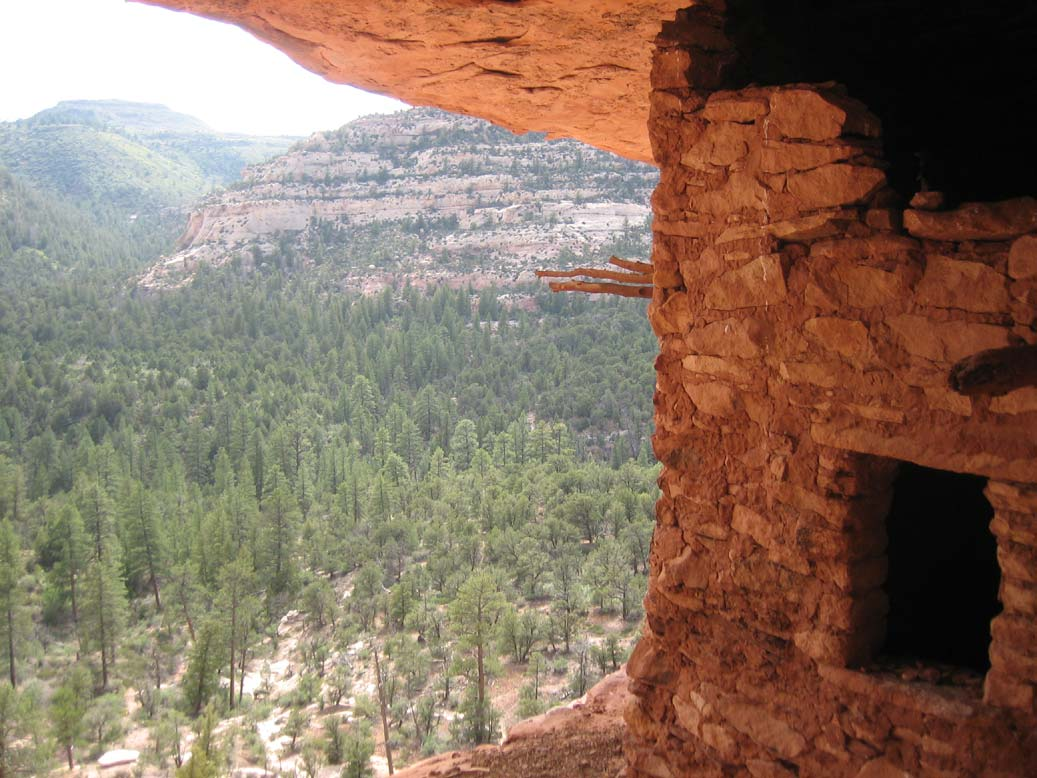
Руины древних пуэбло в штате Юта, Тёмный каньон

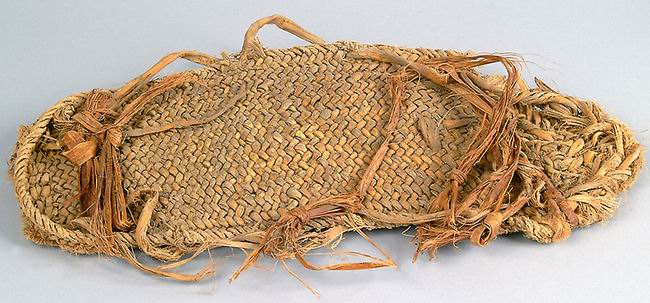
Сандалия анасази, найдена в Чако-Каньоне, XII век

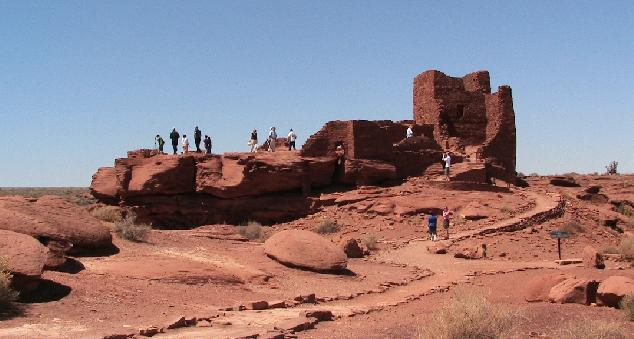
Руины Вукоки, национальный памятник Вупатки

Не до конца ясно, почему древние пуэбло мигрировали из своих мест проживания в XII—XIII веках. Среди предполагаемых причин рассматриваются такие, как глобальное или региональное изменение климата (так называемый малый ледниковый период), длительная засуха, циклические периоды эрозии верхнего слоя почвы, ухудшение экологической обстановки, исчезновение лесов, вражда с мигрантами, религиозные или культурные изменения, и даже влияние месоамериканских культур. В пользу ряда данных предположений говорят археологические данные.
Согласно сложившемуся мнению историков, древние пуэбло стали жертвой экспансии носителей нумских языков, переселившихся на Колорадскую равнину, а также климатических изменений, что привело к упадку сельского хозяйства. По археологическим данным, древние пуэбло неоднократно отвечали на климатические изменения тем, что меняли место проживания. Ранние поселения Пуэбло I могли вмещать до 600 жителей, проживавших в нескольких отдельных, но близко расположенных группах жилищ. С другой стороны, эти поселения обычно существовали в течение не более 30 лет. Археолог Тимоти Колер (англ. Timothy A. Kohler) осуществил раскопки крупных памятников культуры Пуэбло I около Долорес, штат Колорадо, и обнаружил, что они были основаны в периоды сильных (выше среднего) дождевых осадков. Это позволяло выращивать сельскохозяйственные культуры без дополнительной ирригации. В то же время, анасази покинули близлежащие поселения, испытывавшие засуху.
Культурный «золотой век» древних пуэбло имел место с 900 по 1130 год. В этот период, который обычно обозначается как Пуэбло II, климат был относительно жарким, а дождевые осадки в основном умеренными. Общины увеличивались в размере, и теперь они существовали уже дольше, чем ранее. Возникли очень своеобразные местные традиции архитектуры и керамики, распространилась торговля на дальние расстояния. Возникло одомашнивание индеек.
Примерно после 1150 года в Северной Америке произошли серьёзные климатические изменения, известные как Великая засуха, которая продолжалась около 300 лет и привела к исчезновению цивилизации Тиуанако около озера Титикака. В это же время пришла в упадок миссисипская культура. Свидетельства в поддержку данной точки зрения обнаружены в раскопках западных регионов Миссисипской долины в слоях, относящихся к 1150—1350 годам, содержащих признаки длительных периодов с тёплой влажной зимой и сухим холодным летом. В этот последний период культура Пуэбло II стала более замкнутой, уменьшилась её торговля и взаимодействие с другими обществами. Фермеры на юго-западе выработали методы ирригации, подходящие к сезонным дождевым осадкам, включая методы контроля за состоянием почвы и воды, такие, как сооружение дамб и террасное земледелие. С другой стороны, население региона продолжало вести мобильный образ жизни, покидать поселения и поля при неблагоприятных условиях.
Наряду с указанным изменением уровня осадков, по-видимому, произошло снижение уровня воды по причинам, не связанным с осадками. Это привело к тому, что в более засушливых местах или там, где почва была истощена сельским хозяйством, поселения были заброшены.
Имеются также свидетельства фундаментальных изменений в религии в указанный период. Сооружения в каньоне Чако и в других местах обычно сооружались по астрономическим ориентирам, и как предполагается, они служили для церемониальных целей, после чего (?) разбирались. Дверные проходы герметизировались камнями и известковым раствором. На стенах ритуальных помещений (кива) видны следы больших пожаров внутри, для чего, предположительно, нужно было производить демонтаж массивной крыши, что требовало больших усилий. После чего поселения забрасывались, племена разделялись и переселялись на новые земли. Это означает, что религиозные здания со временем теряли своё назначение. Согласно преданиям пуэбло, их предки обладали большой духовной силой и управляли природными стихиями, могли вызывать природные изменения. Вероятно, демонтаж религиозных сооружений был попыткой символически отменить изменения, если они полагали, что злоупотребили своими силами и природа их за это наказывает неблагоприятными условиями.
Как традиция большинства современных народов пуэбло (кересы, хопи и тано), так и историки, например, Джеймс Лёвен, известный критик исторических заблуждений популярной литературы, в своей книге Lies Across America: What Our Historic Markers and Monuments Get Wrong(1999), говорит, что древние пуэбло не «исчезли», хотя подобное и утверждается во множестве популярных американских книг, но мигрировали на земли на юго-западе, где были более благоприятные условия осадков и водные источники. Из потомков древних пуэбло образовались современные народы группы пуэбло, живущие в штатах Аризона и Нью-Мексико. К этим же выводам приходили антропологи начала XX века, в том числе Фрэнк Гамильтон Кашинг, Уолтер Фьюкс и Альфред Киддер. Многие современные пуэбло отсчитывают свою хронологию от древних поселений. Имеются также свидетельства глубоких изменений, произошедших в местах существования древних культур анасази и Могольон. Например, пуэбло из Сан-Ильдефонсо считают, что их предки жили в Меса-Верде и Бандельер.

## Войны и каннибализм
Суровые условия жизни могли отразиться на социальной структуре, стать причиной конфликтов и войн. Невдалеке от Кайенты, штат Аризона, археолог Джонатан Хаас из Музея полевых исследований Чикаго (Field Museum in Chicago) изучал группу поселений анасази, которые переместились из каньонов на высокогорное плато в конце XIII века. Единственной причиной переселения анасази в места, столь удалённые от воды и пригодной к обработке земли, Хаас считает нападения враждебных племён. Он полагает, что изолированные общины могли совершать набеги, чтобы захватывать продовольствие, и что подобные конфликты в XIII веке были распространённым явлением. Конфликты усугублялись миграцией в этот район кочевых народов — носителей нумских языков, таких, как юте, шошоны и пайюты, происходивших, по всей видимости, из современной Калифорнии.
При раскопках 1997 года в Ковбой-Уош (англ. Cowboy Wash) около городка Долореса (англ. Dolores, Colorado) были обнаружены не менее 24 человеческих скелетов со следами насильственной смерти и расчленения, с явными признаками каннибализма. Ряд других раскопок в местах проживания древних пуэбло выявили ряд непогребённых, в ряде случаев расчленённых останков.

## Палеогенетика
У представителей культуры анасази, живших в IX—XII веках в поселениях каньона Чако (ныне штат Нью-Мексико), обнаружена субклада B2y1.